# Xylocopa erlangeri
Xylocopa erlangeri is een vliesvleugelig insect uit de familie bijen en hommels (Apidae). De wetenschappelijke naam van de soort is voor het eerst geldig gepubliceerd in 1903 door Günther Enderlein.